# Řecký stát
Řecký stát, oficiálně Helénský stát (řecky Ελληνική Πολιτεία, Elliniki Politeia), byl loutkový režim nacistického Německa a Itálie na území okupovaného Řecka v letech 1941–1944. Po balkánském tažení v roce 1941 bylo území Řecka rozděleno na německo-italské okupační zóny (severní část připadla Bulharsku).
V Athénách byla zřízena loutková vláda v čele Georgiem Tsolakoglem (duben 1941 – prosinec 1942), následoval Konstantinos Logothetopulos (prosinec 1942 – duben 1943) a konečně Ioannis Rallis, který zůstal premiérem až do pádu režimu. Od Řecka bylo též odděleno území Pindu, které vytvořilo vlastní stát. Po kapitulaci Itálie v roce 1943 byly italské zóny obsazeny Němci. Kvůli tlaku partyzánského hnutí a invazi Spojenců se v roce 1944 německé jednotky z Řecka stáhly.

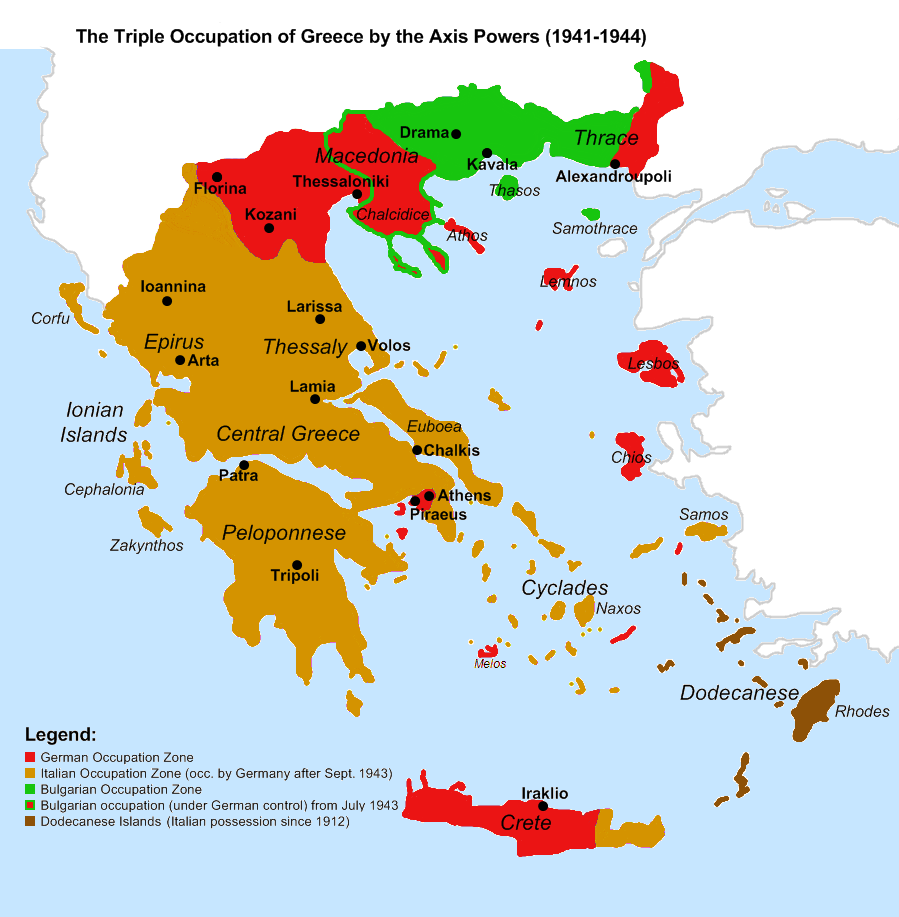
Trojitá okupace Řecka, hnědě italská okupační zóna (od r. 1943 pod německou kontrolou), červeně německá a zeleně bulharská